# Ágios Pávlos (Réthymnon)

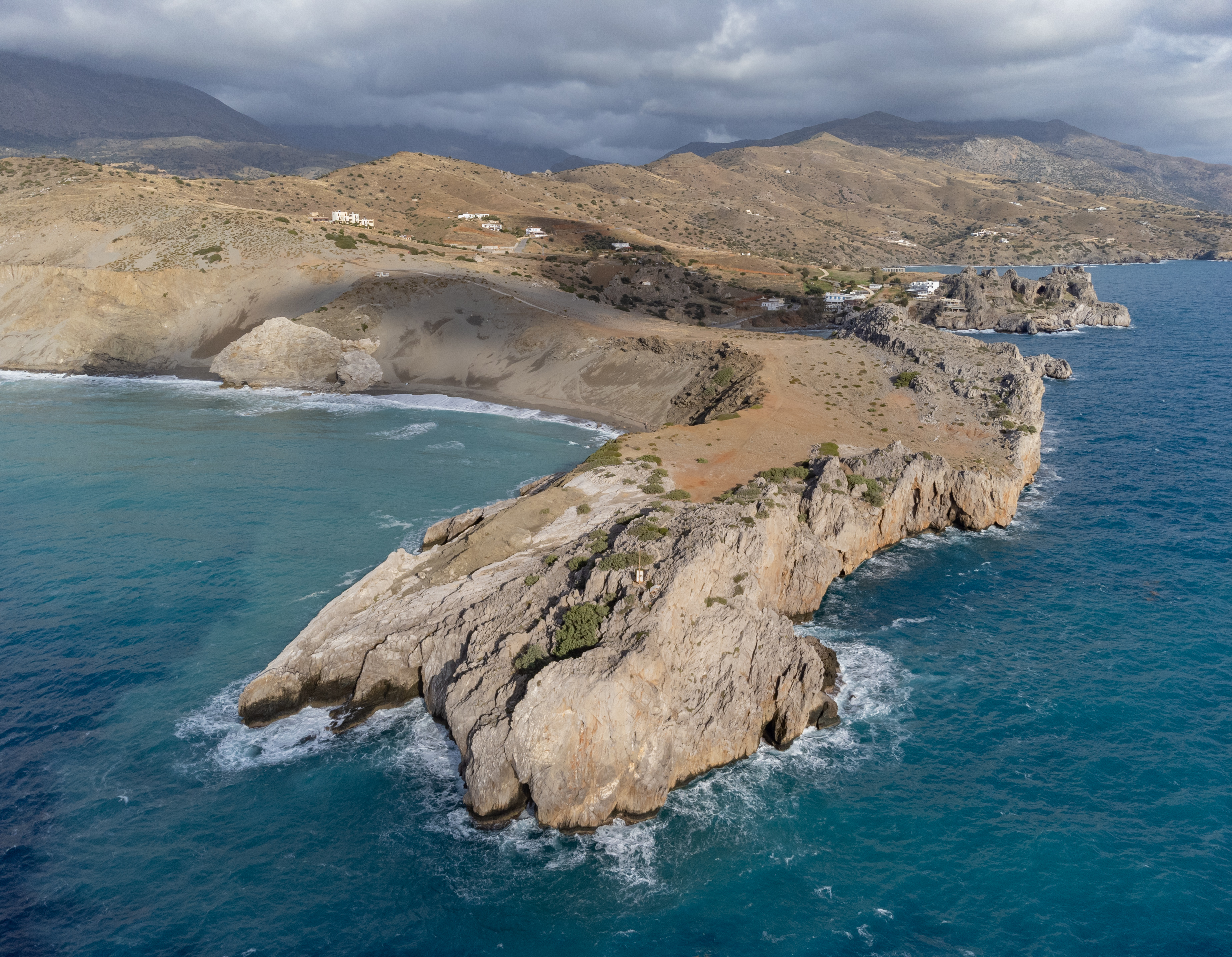
Le cap Melissa à Ágios Pávlos. Décembre 2021.

Ágios Pávlos, en grec moderne : Άγιος Παύλος, est un petit village côtier du dème d'Ágios Vasílios, de l'ancienne municipalité de Lámpi, dans le district régional de Réthymnon, en Crète, en Grèce. Selon le recensement de 2011, la population d'Ágios Pávlos compte 21 habitants. Le village est situé en bordure de la mer de Libye, à une distance de 3 km au sud-ouest de 
Saktoúria dont il est le port.

## Source de la traduction
- (el) Cet article est partiellement ou en totalité issu de l’article de Wikipédia en grec moderne intitulé « Άγιος Παύλος Ρεθύμνου » (voir la liste des auteurs).